# Zenon Werner
Zenon Werner (ur. 26 lipca 1949 w Mszanie, w pow. brodnickim, zm. 16 sierpnia 2020 w Koszalinie) – generał brygady Wojska Polskiego, prezes klubu WKS Zawisza Bydgoszcz.
W latach 1968–1972 był podchorążym Wyższej Szkoły Oficerskiej Wojsk Pancernych im. Stefana Czarnieckiego w Poznaniu. Po ukończeniu szkoły oficerskiej przez sześć lat dowodził plutonem, a następnie kompanią czołgów w  Pułku Czołgów Średnich w Ostródzie. W latach 1978–1981 był słuchaczem Akademii Wojsk Pancernych w Moskwie. Po powrocie do kraju został wyznaczony na stanowisko szefa sztabu – zastępcy dowódcy 25 Pułku Czołgów w Szczecinie. W 1983 roku objął dowodzenie 28 Saskim Pułkiem Czołgów Średnich w garnizonie Czarne, a po trzech latach został wyznaczony na stanowisko szefa sztabu – zastępcy dowódcy 20 Warszawskiej Dywizji Pancernej im. Konstantego Rokossowskiego w Szczecinku. W 1988 roku objął dowództwo 8 Drezdeńskiej Dywizji Zmechanizowanej w Koszalinie. W latach 1990–1992 był słuchaczem Akademii Sztabu Generalnego Sił Zbrojnych ZSRR w Moskwie. Po ukończeniu studiów przez trzy miesiące pełnił obowiązki szefa Oddziału Szkolenia Bojowego Sztabu Pomorskiego Okręgu Wojskowego w Bydgoszczy. W 1992 roku objął dowództwo 2 Pomorskiej Dywizji Zmechanizowanej w Szczecinku. 11 listopada 1994 roku Prezydent RP, Lech Wałęsa wręczył mu nominację na stopień generała brygady. W lipcu 1995 roku został zastępcą szefa sztabu Pomorskiego Okręgu Wojskowego ds. organizacyjno-mobilizacyjnych, w grudniu 1999 roku szefem sztabu – zastępcą dowódcy Pomorskiego Okręgu Wojskowego i wreszcie 8 maja 2001 roku zastępcą dowódcy Pomorskiego Okręgu Wojskowego. 13 lutego 2004 roku został oficjalnie pożegnany przez Ministra Obrony Narodowej Jerzego Szmajdzińskiego w związku z zakończeniem zawodowej służby wojskowej.
Odznaczony Krzyżem Oficerskim Orderu Odrodzenia Polski (2001).
Zmarł 16 sierpnia 2020 w Koszalinie. Pochowany został w II Alei Zasłużonych Cmentarza Komunalnego w Koszalinie (AZ-2, rząd 3, grób nr 34).